# فرنسيس زي
فرنسيس زي (بالفرنسية: Francis Zé)‏ هو لاعب كرة قدم كاميروني في مركز الوسط، ولد في 15 يناير 1982 في ايبولوا في الكاميرون. لعب مع نادي سامبدوريا ونادي كريمونيسي ونادي كياسو.